# Hernandulcine
Hernandulcine is een zoetstof van plantaardige oorsprong, die ongeveer 1500 maal zoeter is dan sacharose (op gewichtsbasis).
Hernandulcine is een sesquiterpeen dat geïsoleerd wordt uit de plant Lippia dulcis (Verbenaceae), een inheemse plant van Mexico. In 1570 beschreef de Spaanse natuurkundige Francisco Hernández deze plant. De Azteken noemden haar zoet kruid. Rond 1985 isoleerden onderzoekers aan de Universiteit van Illinois de stof die voor de zoete smaak verantwoordelijk is, en de chemische structuur van die stof. Ze noemden die stof hernandulcine en namen er een patent op.
Hernandulcine bleek weinig toxisch en niet mutageen te zijn. De stof heeft bijna geen voedingswaarde en veroorzaakt ook geen tandbederf. Wel bleek ze bij smaakproeven enige bij- en nasmaken en een zekere bitterheid te hebben.
De structuur van hernandulcine bezit twee naast elkaar gelegen asymmetrische koolstofatomen. Bij analyse van de vier stereo-isomeren die aldus mogelijk zijn, bleek enkel het natuurlijke (+)-hernandulcine (met de configuratie 2S en 6S in de IUPAC-naam) zoet te smaken en de andere, niet-natuurlijke, isomeren helemaal niet.
(+)-Hernandulcine kan in zes stappen uit (-)-isopulegol gesynthetiseerd worden.
Hernandulcine is (nog) niet toegelaten als voedingsadditief.